# مزرعه غلامحسین
مزرعه غلامحسین یک منطقهٔ مسکونی در ایران است که در دهستان خمه واقع شده‌است. مزرعه غلامحسین ۶۸ نفر جمعیت دارد.